# MAKS (triển lãm hàng không)

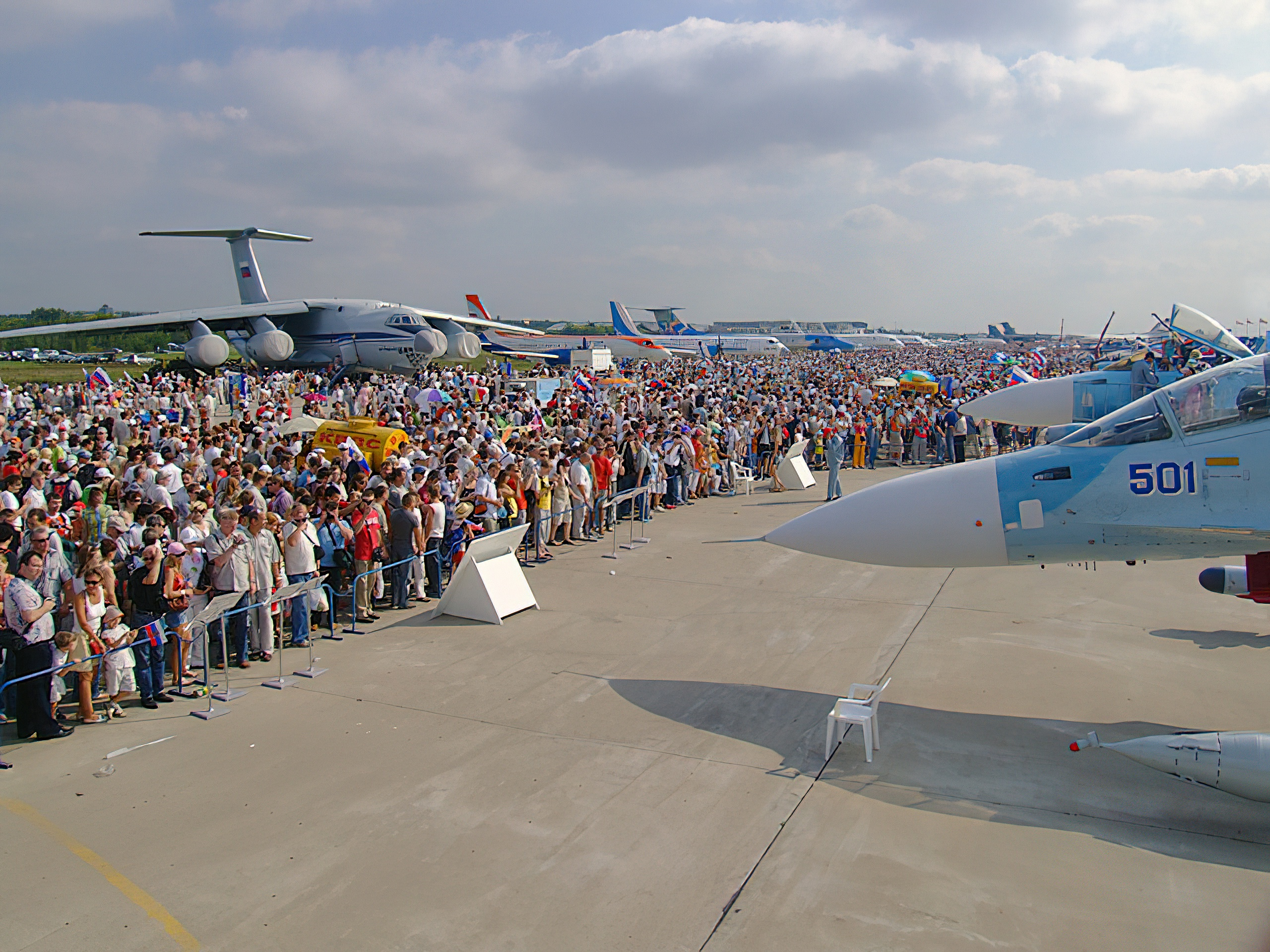
MAKS-2007

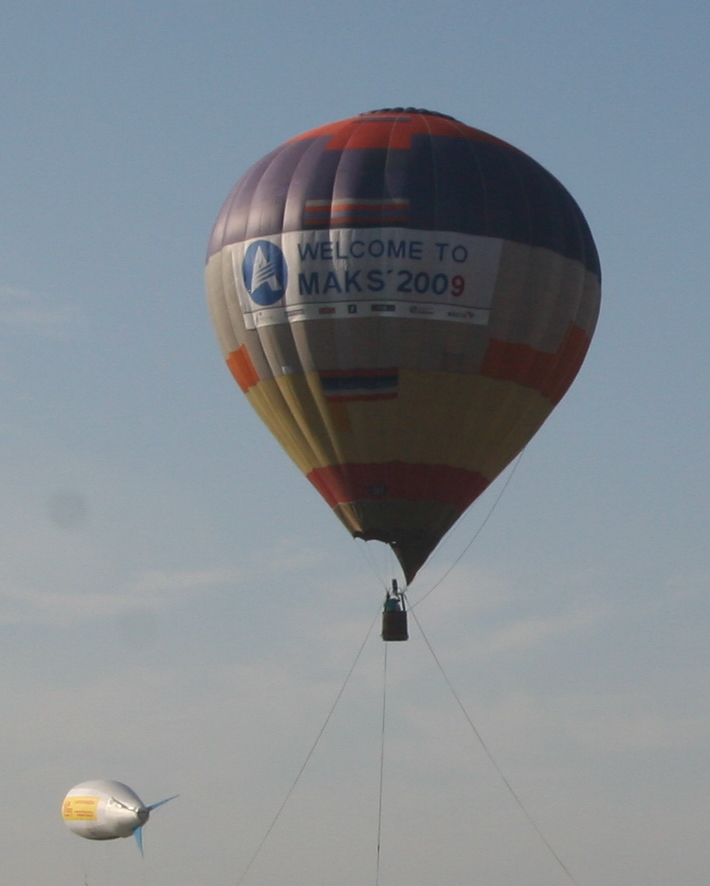
Khí cầu với biểu ngữ "Welcome to MAKS'2009"

MAKS (tiếng Nga: МАКС, tiếng Nga: Международный авиационно-космический салон, International Aviation and Space Salon - Triển lãm Không gian và Hàng không Quốc tế) là một Triển lãm hàng không Quốc tế được tổ chức tại sân bay Zhukovsky LII gần Moskva, Nga. Cuộc triển lãm đầu tiên có tên là Mosaeroshow-92, được tổ chức vào năm 1992. Từ năm 1993, nó được đổi tên thành tên gọi như hiện nay và được tổ thức vào các năm lẻ (MAKS-1993, MAKS-1995, MAKS-1997, MAKS-1999, MAKS-2001, MAKS-2003, MAKS-2005, MAKS-2007, 
MAKS-2009, MAKS-2011, 
MAKS-2013, MAKS-2015, 
MAKS-2017, MAKS-2019).
MAKS là một sự kiện rất quan trọng đối với các doanh nghiệp của Nga. Dù nó được khởi đầu chủ yếu như một sự kiện giải trí, nhưng sau đó buổi trình diễn này đã nhanh chóng trở thành một nơi hội họp của các hãng sản xuất máy bay của Nga, với cuộc triển lãm này, các doanh nghiệp có thể tìm thấy những hợp đồng xuất khẩu và phi cơ của Nga có thể được các đối tác quốc tế để ý. Toàn bộ sự kiện trở nên quan trọng bởi SNG và các quốc gia láng giềng đều có những nét tương đồng trong thị trường hàng không đối với Nga.
Lần triển lãm hàng không mới đây nhất đã được tổ chức vào ngày 20 tháng 7 năm 2021.